# Adriano Ariè
Adriano Ariè (Roma, 27 agosto 1939 – Roma, 3 ottobre 2005) è stato un produttore cinematografico e produttore televisivo italiano.

## Biografia
Ha prodotto, tra l'altro, Il maresciallo Rocca, Mai storie d'amore in cucina, Il veterinario e L'avvocato Porta. È noto come Adriano Arie, Adriano Ariè e Adriano Arié.

## Filmografia

### Cinema
- Blu elettrico, regia di Elfriede Gaeng (1988)
- L'altra faccia della luna, regia di Lluís Josep Comerón (2000)
- Febbre da cavallo - La mandrakata, regia di Carlo Vanzina (2002)

### Televisione
- Due fratelli, regia di Alberto Lattuada (1988)
- Il maresciallo Rocca, regia di Giorgio Capitani, Lodovico Gasparini, José María Sánchez e Fabio Jephcott (1996-2005)
- L'avvocato Porta, regia di Franco Giraldi (1997-2000)
- Un nero per casa, regia di Gigi Proietti (1998)
- Cuori in campo, regia di Stefano Reali (1998)
- L'ispettore Giusti, regia di Sergio Martino (1999)
- Pepe Carvalho, regia di Rafael Monleón e Franco Giraldi (1999)
- Francesca e Nunziata, regia di Lina Wertmüller (2001)
- Carles, príncep de Viana, regia di Sílvia Quer (2001)
- La tassista, regia di José María Sánchez (2004)
- Mai storie d'amore in cucina, regia di Giorgio Capitani e Fabio Jephcott (2004)
- Il veterinario, regia di José María Sánchez (2005)